# Henry E. Holt

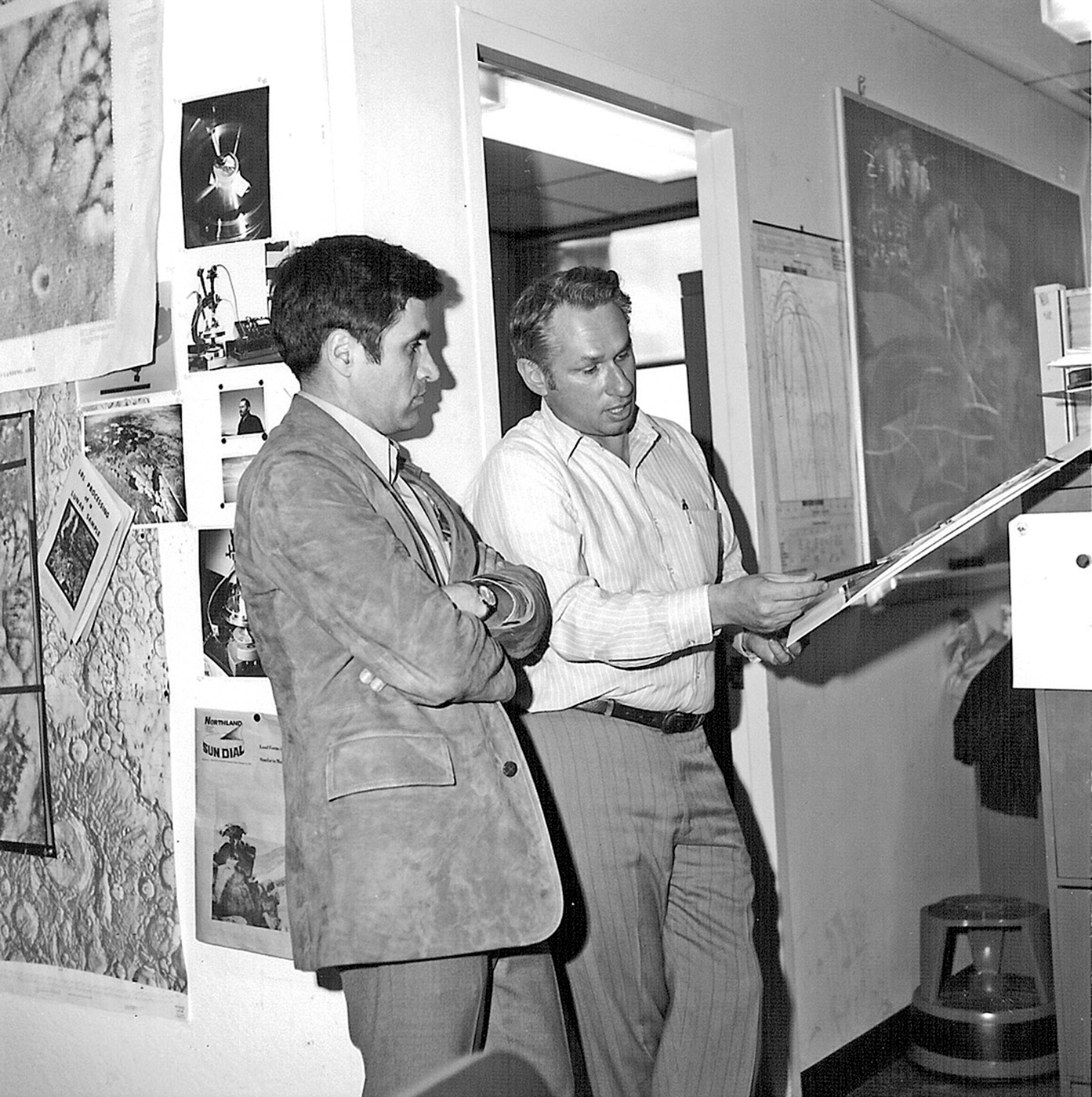
Henry E. Holt (rechts) mit Harrison Hagan Schmitt

Henry E. Holt (* 27. September 1929 in Richwood, Nicholas County, West Virginia; † 5. Mai 2019 in Tempe, Maricopa County, Arizona) war ein amerikanischer Geologe, Planetologe und Astronom, der am U.S. Geological Survey und an der Universität von Arizona arbeitete. Er untersuchte vor allem Eigenschaften der Mondoberfläche. Nach seinem Ausscheiden aus dem Geologischen Dienst nahm er am Palomar Asteroid and Comet Survey teil.
Holt entdeckte 684 Asteroiden, darunter (4581) Asclepius, (5261) Eureka und (6914) Becquerel. Gemeinsam mit anderen Astronomen entdeckte er die periodischen Kometen 121P/Shoemaker-Holt, 127P/Holt-Olmstead und 128P/Shoemaker-Holt.
Zu seiner Ehre wurde der Asteroid (4435) Holt benannt.
Er starb am 5. Mai 2019 im Alter von 89 Jahren.